# Domeykodactylus
Domeykodactylus ceciliae
Genre
Espèce
Domeykodactylus est un genre fossile de ptérosaures de la famille des dsungariptéridés ayant vécu au Crétacé inférieur. Selon Paleobiology Database en 2025, le genre Domeykodactylus est resté monotypique et la seule espèce connue, est l'espèce type Domeykodactylus ceciliae.

## Historique
Le genre Domeykodactylus et l'espèce Domeykodactylus ceciliae sont décrits en 2000 par les paléontologues David M. Martill (d), Eberhard Frey (d), Diaz & Bell,,.

### Fossiles
Selon Paleobiology Database en 2025, le genre Domeykodactylus aune seule collection référencée de fossiles. Cette collection est du Crétacé inférieur, c'est-à-dire date de 145 à 100,5 Ma avant notre ère.

### Répartition
Domeykodactylus ceciliae, a été découverte au Chili dans la formation géologique de Santa Ana à Quebrada la Carreta, dans le Nord du pays, près d'Antofagasta.

## Description
L'holotype de Domeykodactylus est une mandibule partielle. Un os prémaxillaire trouvé dans le même niveau strigraphique est considéré comme un paratype. Ces restes fossiles ont d'abord été attribués au genre Pterodaustro.
Domeykodactylus est caractérisé par une crête verticale développée sur son os prémaxillaire. Elle est composée de trabécules (en), de très fines entretoises qui soutiennent la crête.
Son envergure est estimée à 1 mètre et la longueur de son crâne à une trentaine de centimètres.
La mandibule a une courte symphyse. Il possède au moins seize dents sur chaque os dentaire. Les alvéoles sont étroites, ovales, avec une marge surélevée au-dessus du niveau de la mâchoire. Les dents étaient probablement petites, diminuant de taille vers l'arrière, tout en devenant du plus en plus espacées.

## Classification
C'est le premier Dsungaripteridae à avoir été décrit en Amérique du Sud.
Andres, Clark et Xu ont réalisé en 2014 une étude étude phylogénétique conduisant au cladogramme ci-dessous des Dsungaripteromorpha :
|                  | Noripterus                                                         |
|                  |                                                                    |
| Dsungaripterinae | \| \| Domeykodactylus \| \| \| \| \| \| Dsungaripterus \| \| \| \| |
|                  | \| \| Domeykodactylus \| \| \| \| \| \| Dsungaripterus \| \| \| \| |
|                  | Domeykodactylus                                                    |
|                  |                                                                    |
|                  | Dsungaripterus                                                     |
|                  |                                                                    |

|  | Domeykodactylus |
|  |                 |
|  | Dsungaripterus  |
|  |                 |

|                  | Noripterus                                                         |
|                  |                                                                    |
| Dsungaripterinae | \| \| Domeykodactylus \| \| \| \| \| \| Dsungaripterus \| \| \| \| |
|                  | \| \| Domeykodactylus \| \| \| \| \| \| Dsungaripterus \| \| \| \| |
|                  | Domeykodactylus                                                    |
|                  |                                                                    |
|                  | Dsungaripterus                                                     |
|                  |                                                                    |

|  | Domeykodactylus |
|  |                 |
|  | Dsungaripterus  |
|  |                 |

### Publication originale
- (en) D. M. Martill, E. Frey, G. C. Diaz & C. M. Bell, « Reinterpretation of a Chilean pterosaur and the occurrence of Dsungeripteridae in South America », Geological Magazine, vol. 137, no 1,‎ 2000, p. 19-25 (DOI 10.1017/s0016756800003502).